# 阮玉如瓊
阮玉如瓊（1979年7月18日—）筆名蘑菇媽媽（越南语：／），是出生於越南慶和省芽莊市的女性部落客、社會活動家、持不同政見者。「蘑菇」（越南语：／）是她女兒的小名，她用「蘑菇媽媽」做筆名撰寫個人部落格。曾獲2010年赫爾曼-哈米特獎，2015年度公民權利捍衛者表揚。

## 寫作與被捕經歷
生下小名蘑菇的長女後，阮玉如瓊用「蘑菇媽」為筆名，加入許多網上育兒論壇，起初主要是為了交流育兒經驗。2006年，因為在醫院看到許多貧苦病患付不出賄賂而無法就醫，她開始在個人部落格上評論社會議題。她說她寫部落格的動機很簡單：「我不想讓我的孩子長大後像我一樣必須抗爭。」
阮玉如瓊第一次被逮捕是在2009年，因為她在部落格批評政府徵收土地提供中國業者開採鋁礦，並印製反鋁礦T恤。她被拘留九天後釋放，條件是關閉部落格。

## 2016年被捕
她因為當時在2016年越南海產異常死亡事件發生期間，於網際網路上公開批判台塑河靜鋼鐵工廠對越南中部海洋的環境污染，以及公開批判一黨專政的越南共產黨政權之施政錯誤，而在2016年10月遭到逮捕。被捕時，她正要去監獄探視一位民運人士。
2017年6月29日，她以宣傳反對國家罪名被慶和省法院判處10年有期徒刑。但她于2018年10月被释放并前往美国。

### 反應
美國、歐盟和聯合國人權事務高級專員均要求釋放蘑菇媽，認為越南政府對她的逮捕既違反國際人權規範，也不符合國內法保障人權的規定。 美國駐越南大使Ted Osius表示，他對越南政府拘押社運人士「深感憂慮」，並說「這種趨勢使越南人權進步蒙上陰影。」
德國聯邦政府人權政策與人道援助辦公室專員芭貝爾·柯夫勒於10月11日發表聲明：「這將是越南又一次嚴重違反該國自稱要維護的人權原則和國際規範。」
聯合國人權事務高級專員Zeid Ra'ad Al Hussein發佈新聞稿表示：越南刑法「第88條實際上使任何越南公民行使基本言論自由，討論或質疑政府及其政策的行為，都成為犯罪。該法條過分含糊籠統，很容易被用來打壓任何形式的異議觀點，任意拘押敢於批評政府政策的人士。」

## 外部連結
- 阮玉如瓊的Facebook專頁
- 阮玉如瓊Blog個人頁 （页面存档备份，存于）